# 富野莊站

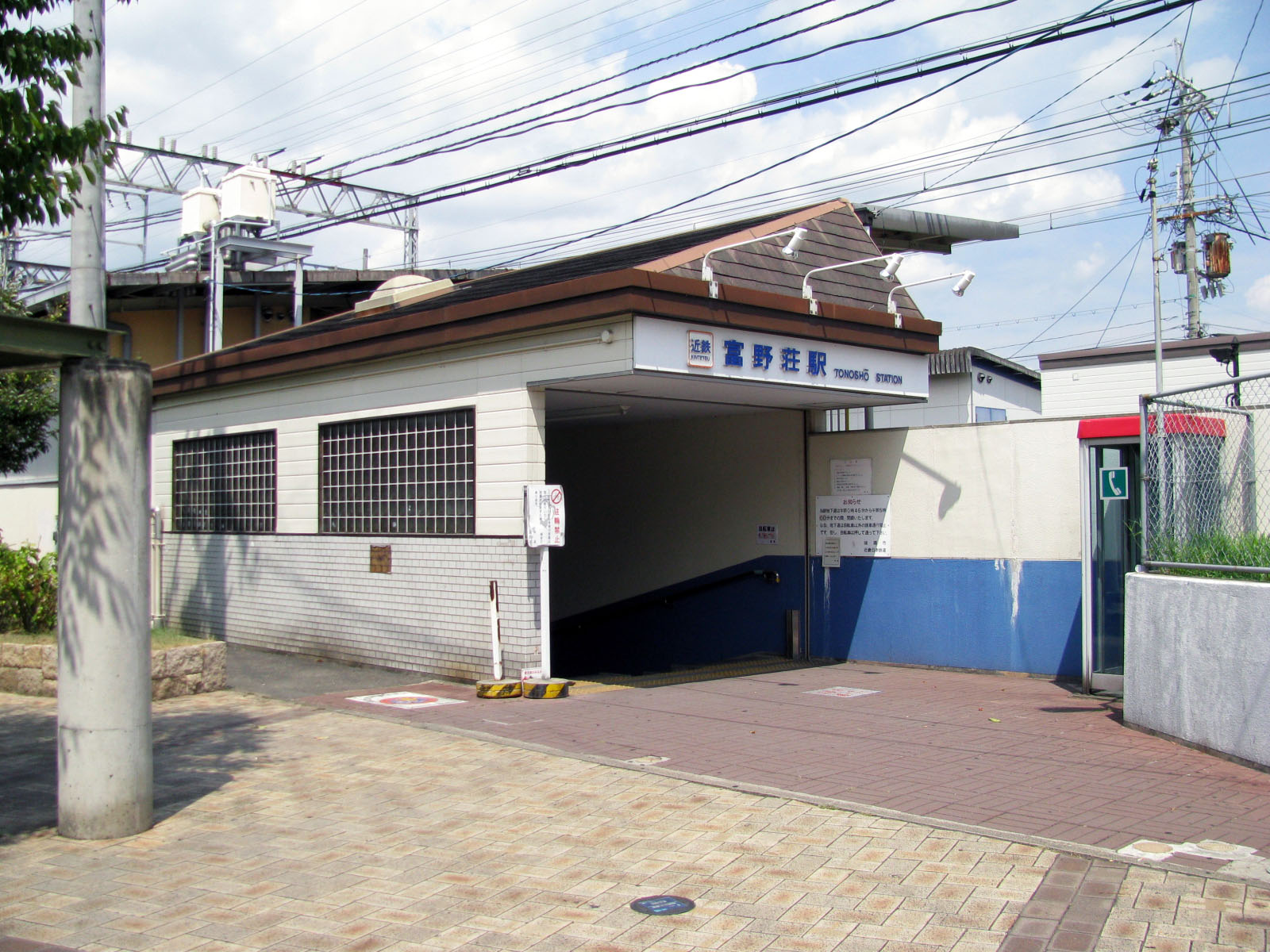
車站出入口

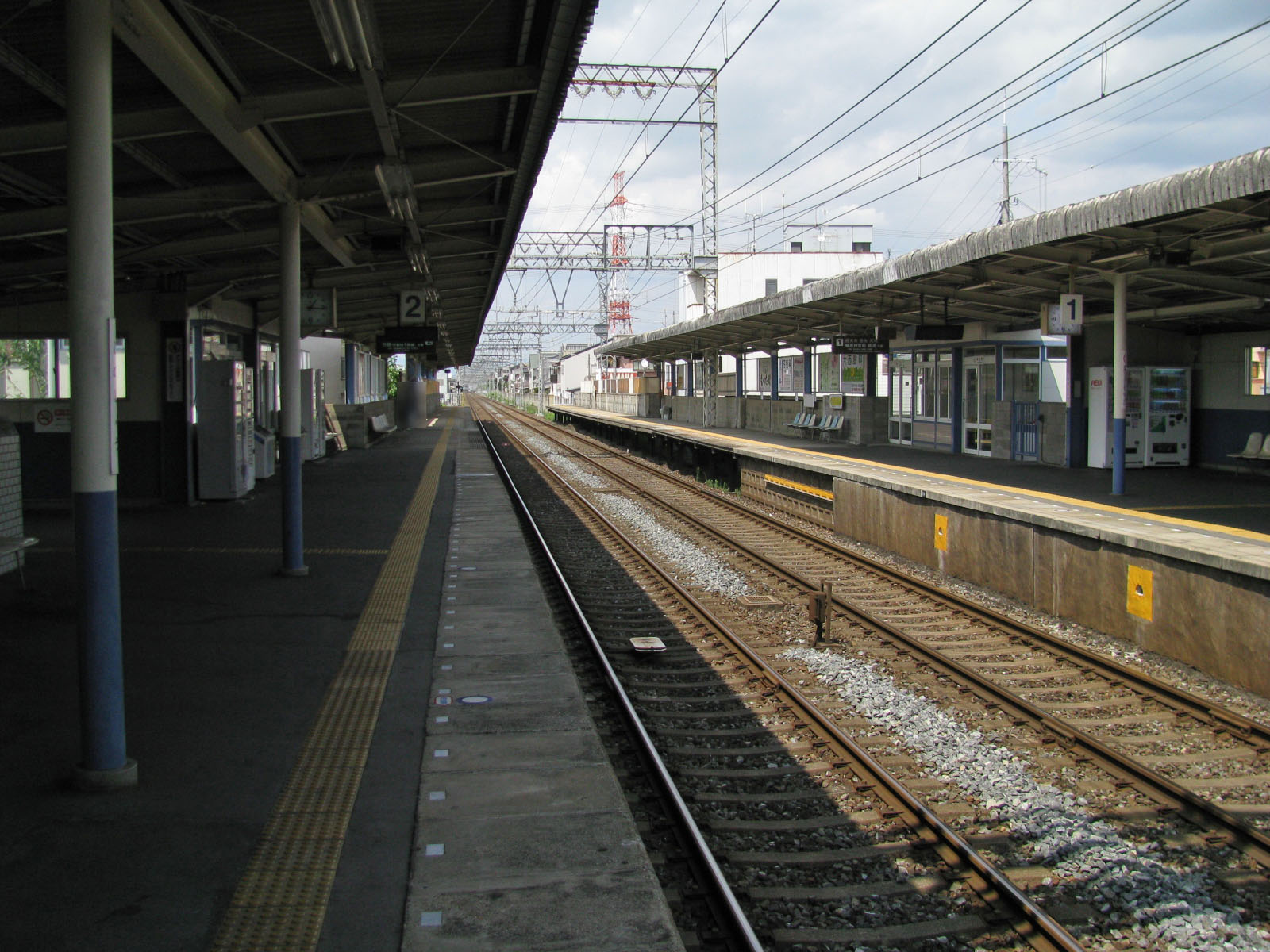
月台

富野莊站（日语：／ Tonosho eki */?）位於日本京都府城陽市枇杷庄鹿背田，是近畿日本鐵道（近鐵）京都線的鐵路車站。車站編號為B15。

## 歷史
- 1928年（昭和3年）11月3日 - 奈良電氣鐵道（日语：奈良電気鉄道）的桃山御陵前 - 西大寺（現在的大和西大寺）間開通，本站開業[2]。
- 1963年（昭和38年）10月1日 - 由於公司合併，本站成為近畿日本鐵道京都線的車站[2]。
- 2007年（平成19年）4月1日 - 可使用「PiTaPa」乘車[3]。

## 車站構造
側式月台2面2線的地面車站。驗票口與大廳位於地下，月台則在地上，東西方有2個驗票口與車站出入口。洗手間設於2號月台側。月台長度可容納6節車廂。
本站由大久保站管理，有站務員駐點。

### 月台配置
| のりば | 路線   | 方向 | 行先                                                       |
| ------ | ------ | ---- | ---------------------------------------------------------- |
| 1      | 京都線 | 下行 | 往 新田邊、大和西大寺、橿原神宮前 天理 大阪難波、奈良 吉野 |
| 2      | 京都線 | 上行 | 往 大久保、丹波橋、京都、京都國際會館                      |

## 使用狀況
近日本站1日上下車人次調査結果如下。
- 2018年11月13日：6,307人
- 2015年11月10日：6,613人
- 2012年11月13日：6,896人
- 2010年11月9日：7,324人
- 2008年11月18日：7,547人
- 2005年11月8日：7,853人

## 車站周邊
- 京都府立西城陽高等學校
- 城陽市立今池小學校
- 城陽富野郵局
- 阿彌陀寺
- 極樂寺
- 富士書房 富野莊店
- 京都府道253号富野莊停車場線
- 京都府道251号富野莊八幡線
- 木津川
  - 木津川橋梁

## 相鄰車站
近畿日本鐵道
 京都線
■急行
通過
■準急、■普通
寺田（B14）－富野莊（B15）－新田邊（B16）
- 1974年（昭和49年）前，本站與新田邊站間設有臨時車站木津川站。